# Здравословно (предаване)
Вижте пояснителната страница за други значения на Здравословно.
„Здравословно“ е най-старото здравно ТВ предаване в целия телевизионен ефир, което не е прекъсвало и не си е сменяло името – 18 години. Първото излъчване е на 2 март 2002 г. Предаването е по телевизия СКАТ с автор и водещ доц. д-р Христо Деянов, дм. През годините в предаването са гостували най-известните лекари и учени на България, и са развивани теми от всички медицински специалности. Предаването дава възможност на зрителите да се запознаят със съвременните методи за диагностика и лечение прилагани в медицината и стоматологична практика и да задават своите въпроси. Водещи медицински специалисти дават отговор на всички въпроси касаещи здравето на хората. В предаването има рубрика „Академия Здравословно“ в която всяка седмица се изнасят на достъпен език важни медицински проблеми. Разкрита е нова рубрика „Музиката е здраве“ в която водещият представя композитори, поети, певци и музиканти с висок принос към българската поп, рок и джаз музика.
Предаването се излъчва вече на запис от 10.10 ч. всяка сутрин с повторение в неделя от 13.00 ч.